# 中国人民解放军陆军合成第一一三旅
合成第一一三旅（英語：113th Combined Arms Brigade），又称“飞虎旅”，是中国人民解放军陆军第八十三集团军下辖的一个中型合成旅，驻地河南省洛阳市。

## 历史概述
该旅最早编制可追溯至1945年8月成立的國民革命軍第十八集團軍山东军区第二师，成立之初有大量的红军、八路军时期的干部与建制作为基础，底子较好：
- 三三七团前身是1937年11月由八路军685团、686团的部分干部和686团的两个连队为骨干组建的343旅补充团，其“红3连”、“钢8连”可追溯至平江起义红5军13师特务连。1945年编入山东军区第二师为第六团
- 三三八团前身是1932年11月重建的红25军74师221团，历经演变，抗战爆发时改为八路军688团第1营。1945年编入山东军区第二师为第五团
- 三三九团前身是由1940年11月起义的东北军第57军667团一部以统战面貌改编而成的57军独立团，加入八路军后于1945年编入山东军区第二师为第六团

1945年10月，山东2师挺进东北，为东北人民自治军直属主力部队，也是解放军核心老部队，主力王牌师，英勇善战，功勋卓著，产生过数百名高级将领和省部级干部以及众多闻名全国全军的英模单位和个人。在解放战争中，这个师先后参加了四平战役、拉新反击战、三下江南、夏秋冬季攻势、辽沈战役、平津战役、宜沙战役、湘西战役、广西战役等大小战役战斗百余次，长驱2万里，从中国东北一直打到桂中，歼敌5万余人，为中国人民的解放事业作出了重要贡献。1949年10月，东北军区司令部编写《东北三年解放战争军事资料》，评价该师“富有朝气，执行命令坚决，战斗性顽强，但次于1师。有突击力，对于攻坚突破较有经验，善于野战进攻，为东北之头等主力师。”
抗美援朝第二次战役期间，曾奇迹般地一夜奔袭70公里穿插至龙源里、三所里，阻击联合国军南逃北援。时任中国人民志愿军司令员彭德怀在嘉奖令上着重提到了这一点，并在落款写上“三十八军万岁！”此穿插行为正是“万岁军”称号的直接来源。
2017年机步第一一三师拆分出三三七团组成重型合成第一五一旅，余部改编为中型合成第一一三旅转隶陆军第八十三集团军，为现有编制。

## 沿革
参考资料：
| 部隊番號                 | 使用時期             |
| ------------------------ | -------------------- |
| 八路军山东军区第二师     | 1945年9月-1946年1月  |
| 东北民主联军第二十二旅   | 1946年1月-1946年8月  |
| 东北民主联军第二师       | 1946年8月-1948年1月  |
| 东北人民解放军第二师     | 1948年1月-1948年11月 |
| 中国人民解放军第一一三师 | 1948年11月-1960年1月 |
| 陆军第一一三师           | 1960年1月-1962年3月  |
| 陆军摩托化第一一三师     | 1962年3月-1985年4月  |
| 摩托化步兵第一一三师     | 1985年4月-2003年10月 |
| 机械化步兵第一一三师     | 2003年10月-2017年4月 |
| 合成第一一三旅           | 2017年至今           |

## 荣誉
- 红军团：前第一一三师第三三八团，现为本旅主体

## 流行文化
- 《飞虎》：1978年上映的电影，八一电影制片厂制作，以一一三师的龙源里穿插为背景。